# Phytobia bifida
Phytobia bifida este o specie de muște din genul Phytobia, familia Agromyzidae, descrisă de Zlobin în anul 2002.
Este endemică în Vietnam. Conform Catalogue of Life specia Phytobia bifida nu are subspecii cunoscute.